# Jedle Veroniky Lahrové
Jedle Veroniky Lahrové je významný strom jedle bělokoré (Abies alba) rostoucí v lokalitě pojmenované Šindelový důl na území Chráněné krajinné oblasti Jizerské hory. Při měření během roku 2002 dosahovala výška stromu 45 metrů a obvod jeho kmene 363 centimetrů. Jde tak o nejmohutnější evidovanou památnou jedli v Libereckém kraji. Stáří stromu se odhadovalo na dvě stě let. Ve výšce 25 metrů se strom rozdvojuje. Koruna jedle má průměr 15 metrů a výšku 35 metrů.
Vedle jedle rostl javor klen (Acer pseudoplatanus). Na něm visel obrázek zachycující scénu tragické nehody, kdy dva dřevorubci káceli buk a ten padal na malé děvče. Tímto způsobem zemřela roku 1829 (podle matriky úmrtí 24. července) při sbírání lesního klestí tehdy třináctiletá Veronika Lahrová. Když javor, na němž cedulka visela, odumřel, byla cedulka převěšena na blízkou jedli, která se tak pojmenovává „Jedle Veroniky Lahrové“.